# Кааріна
Ка́аріна (фін. Kaarina швед. S:t Karins)  — місто на південному заході Фінляндії на березі Архіпелагова моря. Провінція Південно-західна Фінляндія.

## Географія
Із Кааріна йде шлях по островах архіпелагу через міста Парайнен та Коппоо.
Населення 31,269 (2014), площа  — 179,49 км², 29,15 км²  — водяне дзеркало. Щільність населення  — 207,99 чоловік на км².

## Історія
Як місто відоме з 1869.

## Уродженці
- Міка Війнанен (* 1979) — фінський хокеїст.
- То́уко Ла́аксонен (1920—1991) — фінський художник.